# Упитис, Петерис (график)
Пе́терис А́вгустович У́питис (латыш. Pēteris Upītis; 27 сентября 1899 — 5 июня 1989) — латышский и советский художник-график. Один из самых значимых латвийских мастеров ксилографии. Народный художник Латвийской ССР (1965).

## Биография
Петерис Упитис родился 27 сентября 1899 года в Кечской волости Рижского уезда (ныне Аматский край Латвии).
Учился в Малпилсской и Ерсикской гимназиях. Окончил Валмиерскую гимназию (1919) и к этому же году относятся его первые опыты в рисунке. Молодой человек продолжает заниматься художественным творчеством и в 1932 году оканчивает Латвийскую академию художеств (мастерская графики Рихарда Зариньша).
Состоял в художественной секции латвийского творческого объединения «Зелёная ворона» (1928).
Работал школьным учителем рисования и истории искусств (1929—1944), педагогом на кафедре графики Латвийской государственной академии художеств (с 1945). В 1945 году стал членом Союза художников Латвии.
В 1946 году его назначают руководителем отделения станковой живописи, которое он возглавлял до 1967 года. Вёл также мастерскую книжной графики, где среди его учеников были известные русские художники Латвии Николай Уваров и Артур Никитин, причём последнему он по окончании Академии выдал нелестную характеристику: «Неуравновешенность характера служит препятствием в серьезной, настойчивой и систематической работе. При желании мог бы стать дельным художником, а также хорошо исполнять возложенные на него общественные обязанности, однако весьма пассивен в общественной жизни».
В 1963 году Упитис избран профессором Латвийской художественной академии. В 1960-е он увлёкся экслибрисом, впоследствии создав более 700 персональных библиотечных знаков и став председателем секции экслибриса Добровольного общества любителей книги (1976—1985).
«Создавая книжные знаки представителям разных народов и культур, можно постоянно держать себя в форме, думать, искать, экспериментировать, постоянно обновляться. Это важно для любого художника», — признавал профессор.
Умер 5 июня 1989 года в Риге. Похоронен на Лесном кладбище.

## Творчество
Принимал участие в выставках с 1955 года. Работал в разных техниках, в конце 1930-х годов остановился на ксилографии. После Второй мировой войны тематика и исполнение работ вписывались в идеологию социалистического реализма. В более позднем творчестве преобладало художественное осмысление темы родной природы, произошёл поворот к поэтизированному латвийскому пейзажу.
Наиболее известные работы: циклы «Сельская страда», «Латвийские рыбаки» (оба 1947), «Обновление Латвии» (1949—1950), «Лирика» (около 1948), «Поле» (1946—1950), «Гауя» (1956—1981). Авторству П. Упитиса принадлежат около 700 экслибрисов, множество иллюстраций к произведениям латышской и мировой литературы. В 1943 году вышла написанная им книга «Теодор Удерс».
Работы Петериса Упитиса выставлялись не только в республиках СССР, но и в Германии, Франции, Польше, Венгрии. Финляндии, Португалии, Швейцарии, Югославии, Норвегии, Канаде и Японии.

## Награды
Заслуженный деятель искусств Латвийской ССР (1959). Народный художник Латвийской ССР (1965).
Неоднократный лауреат биеннале экслибриса в Вильнюсе (1977, 1979, 1981) и триеннале графики в Таллине (1982).
Лауреат Государственной премии Латвийской ССР в области искусства за творческие достижения в области изобразительного искусства Советской Латвии (1976).
Награждён орденами Трудового Красного Знамени (1970) и Знак Почёта (1981).